# Cratere Schlesinger
Schlesinger è un cratere lunare di 97,28 km situato nella parte nord-orientale della faccia nascosta della Luna.